# Ralph Garman
Ralph Garman (Filadelfia, 17 novembre 1964) è un attore statunitense.
È sposato dal 2005 con Kari Watson.

## Filmografia parziale

### Cinema
- Rischio a due (2005)
- Eagle Eye (2008)
- Red State (2011)
- Ted (2012)
- Un milione di modi per morire nel West (2014)
- Yoga Hosers - Guerriere per sbaglio, regia di Kevin Smith (2016)

### Televisione
- What Price Victory (1988) - film TV
- Streghe (Charmed) - serie TV, 2 episodi (1999)
- Dr. House - Medical Division (House, M.D.) – serie TV, episodio 8x02 (2011)
- Lavalantula, regia di Mike Mendez – film TV (2015)